# Park Falls
Park Falls is een plaats (city) in de Amerikaanse staat Wisconsin, en valt bestuurlijk gezien onder Price County.

## Demografie
Bij de volkstelling in 2000 werd het aantal inwoners vastgesteld op 2793.
In 2006 is het aantal inwoners door het United States Census Bureau geschat op 2468, een daling van 325 (-11,6%).

## Geografie
Volgens het United States Census Bureau beslaat de plaats een oppervlakte van
9,9 km², waarvan 9,2 km² land en 0,7 km² water. Park Falls ligt op ongeveer 454 m boven zeeniveau.

## Plaatsen in de nabije omgeving
De onderstaande figuur toont nabijgelegen plaatsen in een straal van 48 km rond Park Falls.